# Viggianello (Basilicata)
Viggianello és un municipi italià, situat a la regió de Basilicata i a la província de Potenza. Ocupa una superfície de 120,83 quilòmetre quadrat i tenia 2,683 habitants a l'1 gener 2023. Al seu territori es troba la font del riu Lao.

## Demografia
| 1r gener 2017 | 1r gener 2018 | 1r gener 2023 |
| 3.007         | 2.940         | 2.683         |

## Administració
| Dates mandat | Nom de l'alcalde/ssa | Causa finalització |
| ------------ | -------------------- | ------------------ |